# Pachycephala caledonica
El silbador de Nueva Caledonia (Pachycephala caledonica) es una especie de ave paseriforme de la familia Pachycephalidae.

## Distribución y hábitat
Es endémica de Nueva Caledonia.